# 1980年の音楽
1980年の音楽（1980ねんのおんがく）では、1980年（昭和55年）の音楽分野の動向についてまとめる。
1979年の音楽-1980年の音楽-1981年の音楽

## できごと
- 元ビートルズ、ジョン・レノンの「スターティング・オーヴァー」が、ビルボードポップ・チャートで1位となった[1]。
- アメリカ合衆国で、デヴィッド・ゲフィンによってゲフィン・レコード (Geffen Records) が設立された。
- 松田聖子、田原俊彦、岩崎良美、河合奈保子、柏原よしえ（現・芳恵）、三原順子らのアイドルが相次いでデビューした。

- 1月25日 - ヤングジャパングループと オランダ・ポリグラムの合弁によるレコード会社「ポリスター」が設立された。
- 3月7日 - 山口百恵が三浦友和との婚約と、1980年10月15日限りで芸能界を引退することを発表した（11月19日に結婚）。
- 5月18日 - 編曲家の木田高介（元ジャックス、六文銭、ナターシャ・セブン）が車を運転中に事故を起こし、阿部晴彦と共に死亡。6月29日に「木田高介・阿部晴彦追悼コンサート」が開かれ、多数のアーティストが参加、1万人近くのファンが集まった。
- 8月16日（現地時間） -  イギリスで、ヘヴィメタル系バンドのロック・フェスティバル、「モンスターズ・オブ・ロック」開催。2度の中止を挟みながら1996年まで継続開催された。2006年に10年ぶりに復活。
- 9月1日 - ピンク・レディーが翌1981年3月末限りで一旦解散することを発表（その後もピンク・レディーは何度か期間限定で再結成し、30年後の2010年9月1日に「解散やめ！」を宣言）。
- 12月8日（現地時間） - 元ビートルズのメンバー、ジョン・レノンが アメリカ合衆国・ニューヨークの自宅（ダコタ・ハウス）前で、ファンを自称する男に射殺された[2]。
- 12月31日
  - 第22回日本レコード大賞 八代亜紀／「雨の慕情」

最優秀歌唱賞 都はるみ ／「大阪しぐれ」、最優秀新人賞 田原俊彦／「ハッとして!Good」
  - 第31回NHK紅白歌合戦

## 洋楽

### シングル
| - アバ – Super Trouper、The Winner Takes It All - AC/DC – Back in Black、You Shook Me All Night Long - エアロスミス – Remember (Walking in the Sand) - アンブロージア 「ビゲスト・パート・オブ・ミー」 - ジョージ・ベンソン 「ギヴ・ミー・ザ・ナイト」 - ブロンディ 「銀河のアトミック」 - ブロンディ 「夢みるNo.1」「コール・ミー」 - David Bowie – Ashes to Ashes - ジャクソン・ブラウン 「ブールヴァード」 - キャプテン&テニール「愛の証し」 - クリストファー・クロス 「ライド・ライク・ザ・ウィンド」 - クリストファー・クロス「セイリング」 - ドクター・フック 「セクシー・アイズ」「ベター・ラヴ・ネクスト・タイム」 - S.O.S.バンド 「テイク・ユア・タイム」 - エルトン・ジョン 「リトル・ジニー」 - オリビア・ニュートン＝ジョン「マジック」 - オリビア・ニュートン＝ジョン&エレクトリック・ライト・オーケストラ「ザナドゥ」 - KC&サンシャイン・バンド 「プリーズ・ドント・ゴー」 - マイケル・ジャクソン 「オフ・ザ・ウォール」「ロック・ウィズ・ユー」 - マンハッタンズ 「夢のシャイニング・スター」 | - リップス 「ファンキータウン」 - ルパート・ホームズ「エスケイプ」「ヒム」 - クイーン「愛という名の欲望」「地獄へ道づれ」 - クール&ザ・ギャング 「トゥー・ホット」「レイディーズ・ナイト」 - ジョン・レノン 「スターティング・オーヴァー」 - レイ、グッドマン&ブラウン 「スペシャル・レイディ」 - スティーリー・ダン 「ヘイ・ナインティーン」 - スティーヴ・フォバート「ロミオの歌」 - スピナーズ 「ワーキン」「キューピッド」 - スモーキー・ロビンソン 「クルージン」「ウェア・ゼアズ・ア・スモーク」 - ダン・フォーゲルバーグ「懐かしき恋人の歌」「ロンガー」 - テリ・デサリオ&KC 「イエス・アイム・レディ」 - B-52's 「ロック・ロブスター」 - ビリー・プレストン&シリータ 「ウィズ・ユー・アイム・ボーン・アゲイン」 - ブルース・スプリングスティーン 「ハングリー・ハート」「ザ・リヴァー」 - ボズ・スキャッグス 「ミス・サン」 - ボブ・シーガー 「アゲインスト・ザ・ウィンド」 - ポリス 「ドゥドゥドゥ・デ・ダダダ」 |

### アルバム
| - AC/DC 『バック・イン・ブラック』 - ビーチ・ボーイズ – 『Keepin' The Summer Alive』 - ジョージ・ベンソン – 『ギヴ・ミー・ザ・ナイト』 - ブラック・サバス – 『ヘブン＆ヘル』 - B-52's 『禁断の惑星』 - ブロンディ 『オートアメリカン』 - デヴィッド・ボウイ – 「スケアリー・モンスターズ」 - ジャクソン・ブラウン – 「ホールド・アウト」 - ケイト・ブッシュ – 「ネヴァー・フォー・エヴァー」 - アリス・クーパー – 『フラッシュ・ザ・ファッション』 - ザ・クラッシュ – 『サンディニスタ』 - クリストファー・クロス – Christopher Cross - Dead Kennedys – Fresh Fruit for Rotting Vegetables - Def Leppard – On Through the Night - ディーヴォ – Freedom of Choice - Dire Straits – Making Movies - イーグルス – Eagles Live - Electric Light Orchestra – Xanadu - Peter Gabriel – III - Genesis – Duke - Gill Scott-Heron – 1980 - スティーリー・ダン 『ガウチョ』 - ニール・ヤング 『タカ派とハト派』 | - ブルース・スプリングスティーン 『ザ・リバー』 - ボズ・スキャッグス 『ミドル・マン』 - ジョン・レノン『ダブル・ファンタジー』 - ブーツィー・コリンズ – 『ウルトラ・ウェイヴ』 - バーケイズ – 『アズ・ワン』 - ボブ・マーレー – 『アップライジング』 - ジョニ・ミッチェル 『シャドウズ・アンド・ライト』 - ヴィサージ 『ヴィサージ』 - ジェネシス 『デューク』 - エルヴィス・コステロ&ジ・アトラクションズ 『ゲット・ハッピー』 - カーリー・サイモン 『パーティへようこそ』 - フリートウッド・マック 『フリートウッド・マック・ライヴ』 - ローリング・ストーンズ 『エモーショナル・レスキュー（アルバム）』 - クイーン 『ザ・ゲーム』『フラッシュ・ゴードン』 - プロフェッサー・ロングヘア『クロウフィッシュ・フィエスタ』 - ジョージ・ウィンストン 『オータム』 - ザップ 『ザップI』 |

## ジャズ
- チャック・マンジョーネ:  Fun and Games
- ジョージ・ベンソン:  Give me the Night
- Larsen Feyten Band:  Larsen Feyten Band
- ジェームズ・ブラッド・ウルマー:  Are You Glad to Be in America?
- Ronald Shannon Jackson:  Eye on You
- Paul Winter:  Callings
- World Saxophone Quartet:  Revue
- Chico Freeman:  Peaceful Heart, Gentle Spirit
- Jack DeJohnette:  Tin Can Alley

## 総合シングル・ランキング
年間TOP50
- データ集計会社 オリコン

※1979年12月3日付 - 1980年11月24日付
- 1位 もんた&ブラザーズ：「ダンシング・オールナイト」
- 2位 久保田早紀：「異邦人 -シルクロードのテーマ-」
- 3位 クリスタルキング：「大都会」
- 4位 シャネルズ：「ランナウェイ」
- 5位 長渕剛：「順子／涙のセレナーデ」
- 6位 海援隊：「贈る言葉」
- 7位 五木ひろし：「おまえとふたり」
- 8位 ロス・インディオス&シルヴィア：「別れても好きな人」
- 9位 オフコース：「さよなら」
- 10位 田原俊彦：「哀愁でいと (NEW YORK CITY NIGHTS)」
- 11位 ばんばひろふみ：「SACHIKO」
- 12位 谷村新司：「昴」
- 13位 小林幸子：「とまり木」
- 14位 松田聖子：「風は秋色／Eighteen」
- 15位 松田聖子：「青い珊瑚礁」
- 16位 クリスタルキング：「蜃気楼」
- 17位 村木賢吉：「おやじの海」
- 18位 さだまさし：「防人の詩」
- 19位 八神純子：「パープルタウン 〜You Oughta Know By Now〜」
- 20位 アリス：「秋止符」
- 21位 五木ひろし：「倖せさがして」
- 22位 田原俊彦：「ハッとして!Good」
- 23位 財津和夫：「Wake Up」
- 24位 渡辺真知子：「唇よ、熱く君を語れ」
- 25位 山下達郎：「RIDE ON TIME」
- 26位 八代亜紀：「雨の慕情」
- 27位 ノーランズ：「ダンシング・シスター」
- 28位 さだまさし：「道化師のソネット」
- 29位 敏いとうとハッピー&ブルー：「よせばいいのに」
- 30位 竹内まりや：「不思議なピーチパイ」
- 31位 小林幸子：「おもいで酒」
- 32位 滝ともはる&堀内孝雄：「南回帰線」
- 33位 高田みづえ：「私はピアノ」
- 34位 松山千春：「恋」
- 35位 オフコース：「Yes-No」
- 36位 さだまさし：「親父の一番長い日」
- 37位 ジューシィ・フルーツ：「ジェニーはご機嫌ななめ」
- 38位 アリス：「狂った果実」
- 39位 沢田研二：「TOKIO」
- 40位 山口百恵：「ロックンロール・ウィドウ」
- 41位 山口百恵：「さよならの向う側」
- 42位 たかしまあきひこ&エレクトリック・シェーバーズ：「「ヒゲ」のテーマ」
- 43位 中村晃子：「恋の綱わたり」
- 44位 矢沢永吉：「THIS IS A SONG FOR COCA-COLA」
- 45位 松山千春：「人生の空から」
- 46位 郷ひろみ：「How many いい顔」
- 47位 イエロー・マジック・オーケストラ：「テクノポリス」
- 48位 山口百恵：「謝肉祭」
- 49位 都はるみ：「大阪しぐれ」
- 50位 松田聖子：「裸足の季節」

## 総合アルバム・ランキング
年間TOP50
※1979年12月3日付 - 1980年11月24日付（データはLP・CT合算での集計）
- 1位 松山千春：『起承転結』
- 2位 イエロー・マジック・オーケストラ：『ソリッド・ステイト・サヴァイヴァー』
- 3位 ABBA：『グレイテスト・ヒッツ Vol.2』
- 4位 久保田早紀：『夢がたり』
- 5位 中島みゆき：『おかえりなさい』
- 6位 長渕剛：『逆流』
- 7位 松山千春：『浪漫』
- 8位 松田聖子：『SQUALL』
- 9位 イエロー・マジック・オーケストラ：『増殖』
- 10位 イエロー・マジック・オーケストラ：『パブリック・プレッシャー』
- 11位 谷村新司：『昴』
- 12位 竹内まりや：『LOVE SONGS』
- 13位 サザンオールスターズ：『タイニイ・バブルス』
- 14位 もんた&ブラザーズ：『Act 1』
- 15位 アリス：『限りなき挑戦／アリス・ライブ 美しき絆 -Hand in Hand-』
- 16位 さだまさし：『随想録』
- 17位 中島みゆき：『生きていてもいいですか』
- 18位 五輪真弓：『恋人よ』
- 19位 長渕剛：『乾杯』
- 20位 シャネルズ：『Mr.ブラック』
- 21位 ビリー・ジョエル：『グラス・ハウス』
- 22位 田原俊彦：『田原俊彦』
- 23位 アリス：『ALICE VIII』
- 24位 ジューシィ・フルーツ：『ドリンク』
- 25位 矢沢永吉：『KAVACH』
- 26位 さだまさし：『印象派』
- 27位 八神純子：『Mr.メトロポリス』
- 28位 五木ひろし：『全曲集』
- 29位 渡辺貞夫：『ナイス・ショット』
- 30位 イエロー・マジック・オーケストラ：『イエロー・マジック・オーケストラ』
- 31位 ボズ・スキャッグス：『ミドル・マン』
- 32位 松任谷由実：『悲しいほどお天気』
- 33位 松任谷由実：『時のないホテル』
- 34位 高中正義：『T-WAVE』
- 35位 八神純子：『JUNKO THE BEST』
- 36位 リチャード・クレイダーマン：『ベスト』
- 37位 オフコース：『Three and Two』
- 38位 山口百恵：『全曲集』
- 39位 山下達郎：『RIDE ON TIME』
- 40位 高中正義：『JOLLY JIVE』
- 41位 オフコース：『LIVE』
- 42位 アラベスク：『ペパー・ミント・ジャック』
- 43位 クリスタルキング：『クリスタルキング』
- 44位 サウンドトラック：『ザナドゥ』
- 45位 山下達郎：『MOONGLOW』
- 46位 J.D.サウザー：『ユア・オンリー・ロンリー』
- 47位 ハーブ・アルパート：『ライズ』
- 48位 アラベスク：『ハイ・ライフ』
- 49位 イルカ：『あしたの君へ』
- 50位 甲斐バンド：『100万$ナイト』

## イベント
| 開催日   | タイトル                                                                      |
| -------- | ----------------------------------------------------------------------------- |
| 4月7日   | Power '80                                                                     |
| 5月27日  | 唄の市 '80 俺たちは初めからアコースティックレボリューションの中にいた         |
| 7月27日  | Live in 西武球場 80'sJAM                                                      |
| 10月4日  | TOKYO-NEW YORK姉妹都市提携20周年記念 TONY MUSIC FESTIVAL '80                  |
| 11月2日  | FLASH BACK'70～'80                                                            |
| 12月31日 | ASAKUSA NEW YEAR ROCK FESTIVAL みんな不良少年だった。 SO WHAT!? 8th 1980-1981 |
| 12月31日 | 第31回NHK紅白歌合戦                                                           |

## 主な音楽賞

### 第22回日本レコード大賞
- 大賞
  - 雨の慕情／八代亜紀
- 最優秀歌唱賞
  - 大阪しぐれ／都はるみ
- 最優秀新人賞
  - ハッとして!Good／田原俊彦
- 金賞
  - あれから一年たちました／小林幸子
  - 銀河伝説／岩崎宏美
  - 恋人よ／五輪真弓
  - 酒場でDABADA／沢田研二
  - サンタマリアの祈り／西城秀樹
  - ダンシング・オールナイト／もんた&ブラザーズ
  - ふたりの夜明け／五木ひろし
  - 私はピアノ／高田みづえ
- 新人賞
  - あなた色のマノン／岩崎良美
  - ヤング・ボーイ／河合奈保子
  - 青い珊瑚礁／松田聖子
  - 帰ってこいよ／松村和子

### 第11回日本歌謡大賞
- 大賞
  - 雨の慕情／八代亜紀
- 放送音楽新人賞
  - ハッとして!Good／田原俊彦
  - 青い珊瑚礁／松田聖子
- 放送音楽賞
  - とまり木／小林幸子
  - 酒場でDABADA／沢田研二
  - サンタマリアの祈り／西城秀樹
  - ふたりの夜明け／五木ひろし
  - 私はピアノ／高田みづえ

### その他
| 賞                                                    | 受賞作・受賞者 |
| ----------------------------------------------------- | --- |
| 第20回ポピュラーソングコンテストつま恋本選会          | - グランプリ - エディ山本「愛を心に」 - 優秀曲賞 - キャデラックスリム「孤独のメッセージ」、トライアルスポット「恋するロリータ」、MAHOY「My Yesterday」、Shore Break「Here,don't cry」 - 入賞 - 相曽晴日「コーヒーハウスにて」、ぴかぴか「今夜もきめよう」、ジェントル・ハート「きらめく夏の君へ」、ラズベリー・スロープ「Shy ナ Boy」、じぇいるはうす「I'm not the スーパーマン」 - 川上賞 - 若草児童会「交通安全」、オールマイティーブルースバンド「ホンキートンクウーマンブルース」、須田あきらとMAXI MAX「大阪 Country」 |
| 第19回ポピュラーソングコンテストつま恋本選会          | - グランプリ - 伊丹哲也とSide by Side「街が泣いてた」 - 優秀曲賞 - 雅夢「愛はかげろう」、KAZU&5Rockers「ピアノのおけいこ」、Kaja「マリン・Blue・スカイ」 - 入賞 - 相曽晴日「トワイライト」、きゅうていぱんちょす「GOSPELの夜」、菊地哲史「北の大地から」、明日変゜「ヨイショ!」、恐怖の禅「恋は気まぐれ」、酒洛「愛よ舞い上がれ」、セシル「死んだ愛のために」 - 川上賞 - お酒「舞」 |
| 第18回ゴールデン・アロー賞                            | - 音楽賞 - 八代亜紀 - 新人賞（音楽） - 岩崎良美、田原俊彦、松田聖子 |
| 第13回下谷賞                                          | - 下谷賞 - 該当作なし |
| 第13回日本有線大賞                                    | - 大賞 - 小林幸子「とまり木」 |
| 第13回全日本有線放送大賞                              | - 上期 - もんた&ブラザーズ「ダンシング・オールナイト」 - 年間 - もんた&ブラザーズ「ダンシング・オールナイト」 |
| 第13回日本作詩大賞                                    | - 大賞 - 都はるみ「大阪しぐれ」（作詞:吉岡治） |
| 第13回新宿音楽祭                                      | - 金賞 - 田原俊彦、松田聖子 - 銀賞 - 松村和子、河合奈保子、鹿取洋子ほか - 銅賞 - 浜田朱里、甲斐智枝美、比企理恵、合田道人 - 敢闘賞 - 柏原よしえ、石坂智子、千葉まなみ - 審査員特別奨励賞 - 岩崎良美 |
| 第12回サントリー音楽賞                                | - サントリー音楽賞 - 妹尾河童 - 特別賞 - 江戸英雄 |
| 第11回世界歌謡祭                                      | - メアリー・マッグレガー「風に消えた恋」、伊丹哲也&Side by Side「街が泣いてた」 |
| 第10回モービル音楽賞                                  | - 邦楽部門 - 町田佳聲、福原百之助 - 洋楽部門（本賞） - 二期会 |
| 第10回創作合唱曲公募                                  | - 入賞 - 尾形敏幸「憩らい -薊の好きな子に- 」 - 佳作 - 松岡貴史「大和行」 |
| 第9回FNS歌謡祭                                        | - グランプリ - 五木ひろし「ふたりの夜明け」 - 最優秀歌唱賞 - 五輪真弓「恋人よ」 - 最優秀新人賞 - 田原俊彦「ハッとして!Good」 - 最優秀ヒット賞 - もんた&ブラザーズ「ダンシング・オールナイト」 - 最優秀視聴者賞 - 八代亜紀「雨の慕情」 - 特別賞 - YMO「ライディーン」、山口百恵 |
| 第9回東京音楽祭                                       | - ディオンヌ・ワーウィック「思い出に生きる」 |
| 第8回銀座音楽祭                                       | - グランプリ - 田原俊彦 |
| 第8回ウィンナーワルド・オペラ賞                       | - オペラ大賞 - 伊原直子 - オペラ賞 - 片岡啓子、本宮寛子、高丈二、竹沢嘉明 - 新人賞 - 該当なし - 特別賞 - 「虎月傳」製作・上演関係者 |
| 第6回全日本歌謡音楽祭                                 | - ゴールデングランプリ - 五木ひろし「ふたりの夜明け」 - 最優秀新人賞 - 田原俊彦 |
| 第6回横浜音楽祭                                       | - 最優秀新人賞 - 岩崎良美 - 新人特別賞 - 田原俊彦 |
| 第6回日本テレビ音楽祭                                 | - グランプリ - 八代亜紀「雨の慕情」 |
| 第6回日本演歌大賞                                     | - 大賞 - 五木ひろし |
| 第6回ABC歌謡新人グランプリ                            | - 松田聖子 |
| 第5回南里文雄賞                                       | - 富樫雅彦 |
| 第5回ライオンリスナーズグランプリ・FM東京最優秀新人賞 | - 岩崎良美 |
| 第4回長崎歌謡祭                                       | - グランプリ - 本田賢治 - 優秀賞 - 小倉あすか |
| 第1回古賀政男記念音楽大賞                             | - 北島三郎「風雪ながれ旅」 |

## デビュー
- 1月25日 - プラスチックス／WELCOME PLASTICS
- 2月8日 - アイアン・メイデン／ランニング・フリー
- 2月21日 - 岩崎良美／赤と黒
- 2月21日 - 葛城ユキ／哀しみのオーシャン
- 2月25日 - シャネルズ（後にラッツ&スターに改名）／ランナウェイ
- 2月26日 - U2／アナザー・デイ
- 3月1日 - 鹿取洋子／ゴーイン・バック・トゥ・チャイナ
- 3月10日 - TALIZMAN／ゴジラ／Aquarius
- 3月14日 - デフ・レパード／『オン・スルー・ザ・ナイト』
- 3月21日 - EPO／DOWN TOWN
- 3月21日 - 佐野元春／アンジェリーナ
- 3月21日 - HOUND DOG／嵐の金曜日
- 3月21日 - 三門忠司／流れて大阪
- 4月1日 - 松田聖子／裸足の季節
- 4月20日 - 三田村邦彦／いま走れ!いま生きる!
- 4月21日 - 鈴木一平／時流…ソロデビュー
- 4月21日 - 松村和子／帰ってこいよ
- 4月21日 - もんた&ブラザーズ／ダンシング・オールナイト
- 4月25日 - 伊勢正三／想い出がつきない夜…ソロデビュー
- 5月21日 - 五十嵐浩晃／愛は風まかせ
- 5月21日 - 村下孝蔵／月あかり
- 6月1日 - 柏原よしえ（現・芳恵）／No.1
- 6月1日 - 河合奈保子／大きな森の小さなお家
- 6月1日 - ジューシィ・フルーツ／ジェニーはご機嫌ななめ
- 6月21日 - 石坂智子／ありがとう
- 6月21日 - H2O／ローレライ
- 6月21日 - 甲斐智枝美／スタア
- 6月21日 - 田原俊彦／哀愁でいと
- 6月21日 - 浜田朱里／さよなら好き
- 6月25日 - 山下久美子／バスルームから愛をこめて
- 6月25日 - 竜鉄也／奥飛騨慕情
- 6月 - Ain Soph／妖精の森
- 9月5日 - 伊藤敏博／親不知情景
- 9月21日 - 三原順子（現・じゅん子）／セクシー・ナイト
- 9月21日 - T.C.R.横浜銀蝿R.S.／横須賀Baby
- 9月25日 - 雅夢／愛はかげろう
- 10月21日 - 子供ばんど／WE LOVE 子供ばんど
- 11月1日 - 真田広之／風の伝説
- 11月25日 - 原めぐみ／ボーイハント
- 11月 - 松平健／夜明けまで
- 11月 - ルースターズ／ロージー
- 12月12日 - 近藤真彦／スニーカーぶる〜す
- 12月29日 - シーナ・イーストン／モダン・ガール
- 月日不明 - 鈴木雄大／ゴーン・ザ・サマー（正式デビューは1982年）
- 月日不明 - 山野さと子／ハーイ!生徒諸君!

## 解散・活動休止
- 1月24日 - 井上堯之バンド
- 2月 - エマーソン・レイク・アンド・パーマー（1991年再結成）
- 8月20日 - コロムビア・オーケストラ
- 12月 - リーグ・オブ・ジェントルメン
- 12月 - レッド・ツェッペリン

### 年内
- イーグルス（1994年再結成）
- 井上宗孝とシャープ・ファイブ
- カウボーイズ・インターナショナル
- サムラ・ママス・マンナ
- ジェントル・ジャイアント
- SHŌGUN（1997年活動再開）
- 庄野真代（1982年活動再開）
- ストローブス（1983年再始動）
- 東京キューバン・ボーイズ（2005年再結成）
- 美乃家セントラル・ステイション
- UK（2011年再結成）

## 引退
- 10月15日 - 山口百恵

## 誕生
- 1月4日 - 玉木宏（愛知県、俳優・元歌手）
- 1月5日 - 大石昌良/オーイシマサヨシ（愛媛県、歌手、Sound Schedule/OxT）
- 1月8日 - sarudog（東京都、歌手、元The Phanky OKstra/MU-STARS）
- 1月11日 - 清木場俊介（山口県、シンガーソングライター）
- 1月12日 - 日野友香（東京都、歌手、元metro trip）
- 1月12日 - 藤巻亮太（山梨県、シンガーソングライター、レミオロメン）
- 1月17日 - 小田和奏（広島県、歌手、元No Regret Life）
- 1月17日 - MIKRIS（北海道、ラッパー、TEAM 44 BLOX）
- 1月18日 - TAKA（大阪府、ヒップホップミュージシャン）
- 1月21日 - 黒木啓司（宮崎県、ダンサー・俳優、EXILE/EXILE THE SECOND/元J Soul Brothers）
- 1月21日 - KUBO-C（奈良県、歌手、DOBERMAN INFINITY）
- 1月21日 - 水樹奈々（愛媛県、声優・歌手）
- 1月22日 - 脳みそ夫（千葉県、お笑い芸人）
- 1月28日 - 木村まどか（福島県、声優・歌手、元Aice5）
- 1月29日 - AFRA（大阪府、ヒューマンビートボクサー、AFRA & INCREDIBLE BEATBOX BAND）
- 1月30日 - 門田匡陽（東京都、歌手、Good Dog Happy Men/Poet-type.）
- 2月4日 - 桐谷健太（大阪府、俳優・歌手）
- 2月6日 - 中田ヤスタカ（石川県、音楽プロデューサー・DJ、capsule）
- 2月6日 - 能登麻美子（石川県、声優・歌手、元N's）
- 2月7日 - HΛLNA（神奈川県、歌手、元HΛL）
- 2月9日 - 金澤ダイスケ（茨城県、キーボーディスト、フジファブリック）
- 2月11日 - ゆうまお（東京都、歌手）
- 2月13日 - ノマアキコ（鹿児島県、ベーシスト、元GO!GO!7188）
- 2月13日 - FEROS（歌手、元I THE TENDERNESS）
- 2月14日 - UKI（シンガーソングライター、元SHAKALABBITS）
- 2月14日 - 信人（滋賀県、ベーシスト、UVERworld）
- 2月18日 - 美元智衣（大阪府、歌手）
- 2月22日 - 克哉（滋賀県、ギタリスト、UVERworld）
- 3月1日 - 井上裕介（大阪府、お笑いタレント・歌手、Day of the legend）
- 3月3日 - こしじまとしこ（石川県、歌手、capsule）
- 3月3日 - 古川本舗（大阪府、元ミュージシャン）
- 3月4日 - shela（北海道、歌手）
- 3月5日 - 逢川まさき（熊本県、演歌歌手）
- 3月5日 - 神宮司治（山梨県、ドラマー、元レミオロメン）
- 3月7日 - 西井鏡悟（神奈川県、歌手、元STAN）
- 3月7日 - 優己（神奈川県、歌手、逗子三兄弟）
- 3月8日 - 伊藤大地（東京都、ドラマー、元SAKEROCK/元Good Dog Happy Men/グッドラックヘイワ/須藤寿 GATALI ACOUSTIC SET/サンフジンズ）
- 3月8日 - 橋本大翔（埼玉県、歌手）
- 3月9日 - 児玉奈央（神奈川県、歌手、YoLeYoLe）
- 3月18日 - Blaise Plant（ カナダ、歌手、MONKEY MAJIK）
- 3月19日 - 下川みくに（北海道、歌手）
- 3月21日 - デリック・ウィブリー（ カナダ、歌手、Sum 41）
- 3月24日 - SHOGO（福岡県、シンガーソングライター）
- 3月25日 - M2（静岡県、歌手、元NEVER LAND/元warp-generation）
- 3月28日 - セシル・コルベル（ フランス、歌手）
- 3月28日 - 369（神奈川県、ラッパー）
- 3月29日 - 傳田真央（長野県、歌手）
- 3月30日 - 栗原暁（音楽プロデューサー・DJ、Jazzin'park）
- 3月31日 - 和教（兵庫県、歌手、少年カミカゼ）
- 3月31日 - 坂本真綾（東京都、声優・歌手）
- 4月1日 - 葵（群馬県、歌手、彩冷える/葵&涼平 incl.メガマソ/葵-168-）
- 4月3日 - HIDE（大阪府、歌手、GReeeeN）
- 4月7日 - SONPUB（岡山県、DJ・音楽プロデューサー、WISE`N'SONPUB）
- 4月9日 - ミラクルひかる（兵庫県、ものまねタレント・元歌手）
- 4月15日 - 小高芳太朗（愛媛県、歌手、LUNKHEAD）
- 4月15日 - 上ちゃん（東京都、ベーシスト、マキシマム ザ ホルモン）
- 4月17日 - 山口教仁（京都府、ドラマー、Chicago Poodle）
- 4月21日 - 下野紘（東京都、声優・歌手）
- 4月24日 - 海北大輔（岩手県、歌手、LOST IN TIME）
- 4月24日 - コシバKEN（山口県、歌手、ET-KING）
- 4月25日 - 森永理科（東京都、声優・舞台女優・歌手、元みっくすJUICE/functioncode）
- 4月30日 - EXILE ATSUSHI（埼玉県、歌手、EXILE）
- 4月30日 - 草刈愛美（東京都、ベーシスト、サカナクション）
- 4月30日 - navi（宮城県、歌手、GReeeeN）
- 5月1日 - 坂本美雨（歌手）
- 5月2日 - P-CHO（奈良県、歌手、DOBERMAN INFINITY）
- 5月5日 - マイア・ヒラサワ（ スウェーデン、歌手）
- 5月8日 - わたなべだいすけ（神奈川県、歌手、D.W.ニコルズ）
- 5月8日 - Sun-High（歌手、0SOUL7）
- 5月10日 - 太志（岐阜県、歌手、元Aqua Timez）
- 5月13日 - 野口量（振付師・ダンサー、WORLD ORDER）
- 5月14日 - HIBIKILLA（北海道、レゲエミュージシャン）
- 5月22日 - MITSUAKI（大阪府、歌手・俳優、Honey L Days）
- 5月29日 - 高橋美佳子（千葉県、声優・歌手）
- 5月29日 - トクマルシューゴ（東京都、ミュージシャン）
- 6月3日 - Tomogen（兵庫県、歌手、元DOBERMAN INFINITY）
- 6月9日 - 三枝夕夏（愛知県、実業家・元歌手、元三枝夕夏 IN db）
- 6月9日 - 植田佳奈（奈良県、声優・歌手、元N's/元みっくすJUICE/元N±）
- 6月16日 - 向井隆昭（大阪府、歌手、元SPLAY）
- 6月17日 - KIMERU（熊本県、歌手・俳優）
- 6月18日 - 布谷吉崇（長崎県、歌手、元hare-brained unity）
- 6月20日 - PLUS 1（静岡県、DJ、元NEVER LAND）
- 6月21日 - 前田一平（福井県、歌手、ザ・ルーズドッグス）
- 7月1日 - KGE THE SHADOWMEN（千葉県、ラッパー、TEAM 44 BLOX）
- 7月2日 - 岩元健（愛知県、歌手、+Plus）
- 7月4日 - 前山田健一/ヒャダイン（大阪府、ミュージシャン・音楽プロデューサー）
- 7月10日 - 志村正彦（山梨県、シンガーソングライター・作曲家、フジファブリック、+2009年）
- 7月13日 - 中孝介（鹿児島県、歌手）
- 7月15日 - 越中睦士（東京都、歌手・俳優、元Λucifer/†яi¢к）
- 7月17日 - クレイ勇輝（新潟県、歌手、元キマグレン）
- 7月18日 - ピエール中野（埼玉県、ドラマー、凛として時雨）
- 7月18日 - 広末涼子（高知県、女優・元歌手）
- 7月22日 - GUTTS（大阪府、歌手、元ライムライト）
- 7月23日 - 宮脇渉（愛媛県、歌手、12012）
- 7月24日 - 大塚勇里（東京都、歌手、元かげぼうし）
- 7月25日 - arvin homa aya（ アメリカ合衆国、歌手）
- 7月28日 - 根本はるみ（千葉県、元グラビアアイドル・元タレント・元歌手、BLUME）
- 7月29日 - 喜多修平（大阪府、歌手）
- 7月30日 - 上原彩子（岐阜県、ピアニスト）
- 7月31日 - 愛内里菜（大阪府、元歌手、2010年引退）
- 8月2日 - 加藤慎一（石川県、ベーシスト、フジファブリック）
- 8月9日 - サイプレス上野（神奈川県、ラッパー、サイプレス上野とロベルト吉野）
- 8月9日 - たむらぱん（岐阜県、歌手）
- 8月11日 - JESSE（東京都、シンガーソングライター、RIZE）
- 8月17日 - 髙里悟（沖縄県、ドラマー、MONGOL800）
- 8月20日 - ノリ・ダ・ファンキーシビレサス（愛知県、ラッパー、nobodyknows+）
- 8月23日 - NOBE（岡山県、元ラッパー・作詞家、元INFLAVA）
- 8月23日 - SAMON（愛知県、ラッパー、カルテット）
- 8月24日 - 秦千香子（石川県、歌手、元FREENOTE）
- 8月25日 - 北川賢一（兵庫県、シンガーソングライター、元ロードオブメジャー）
- 8月27日 - 落合将人（東京都、ダンサー・振付師、元WORLD ORDER）
- 8月28日 - Micro（東京都、シンガーソングライター、Def Tech）
- 8月28日 - 三宅尚子/Nao（大阪府、元歌手・元女優）
- 8月29日 - 今別府知大（鹿児島県、歌手、FAT PROP）
- 9月4日 - 島谷ひとみ（広島県、歌手）
- 9月8日 - 山口一郎（北海道、歌手、サカナクション）
- 9月9日 - 内山敬太（佐賀県、歌手、ケイタク）
- 9月12日 - 澤野弘之（東京都、歌手、SawanoHiroyuki[nZk]）
- 9月22日 - 内山隼人（新潟県、ダンサー、WORLD ORDER）
- 9月23日 - Syu（兵庫県、ギタリスト・歌手、GALNERYUS/元アニメタル）
- 9月27日 - 立山秋航（香川県、ドラマー、THE LINDA!）
- 9月28日 - YUDAI（大阪府、歌手、ライムライト）
- 9月29日 - chihiRo（神奈川県、歌手、JiLL-Decoy association）
- 9月29日 - 花沢耕太（大阪府、シンガーソングライター、Chicago Poodle）
- 10月2日 - タイヘイ（福岡県、歌手、ヤドカリ）
- 10月2日 - miyake（岡山県、ミュージシャン、mihimaru GT）
- 10月3日 - 八反安未果（埼玉県、実業家・歌手）
- 10月8日 - 新妻聖子（愛知県、女優・歌手）
- 10月9日 - 儀間崇（沖縄県、ギタリスト、元MONGOL800）
- 10月10日 - 井戸勝英（兵庫県、歌手、元Yacht.）
- 10月11日 - 秦基博（宮崎県、歌手、福耳）
- 10月13日 - Salyu（神奈川県、歌手、元Lily Chou-Chou）
- 10月13日 - アシャンティ（ アメリカ合衆国、歌手・ダンサー・女優）
- 10月16日 - 川崎哲平（福岡県、ベーシスト）
- 10月17日 - ISEKI（神奈川県、歌手、元キマグレン）
- 10月27日 - 工藤慎太郎（埼玉県、歌手）
- 10月28日 - Tama（大阪府、歌手、元Hysteric Blue）
- 10月29日 - 後藤大輔（京都府、サクソフォニスト、JABBERLOOP）
- 10月30日 - 鬼束ちひろ（宮崎県、シンガーソングライター）
- 10月31日 - 大迫章弘（広島県、歌手、e-sound speaker）
- 11月5日 - HUNTER（神奈川県、ラッパー、13players）
- 11月10日 - 日華（ イギリス領香港、ラッパー）
- 11月14日 - 木村由姫（愛知県、元歌手）
- 11月17日 - 牧田拓磨（大阪府、ベーシスト、元Ray/元Leview/wyse）
- 11月17日 - SEEDA（東京都、ラッパー、SCARS）
- 11月18日 - 岡田准一（大阪府、歌手、V6）
- 11月26日 - 大野智（東京都、歌手、嵐）
- 11月28日 - 樽美酒研二（福岡県、Doramu、ゴールデンボンバー）
- 12月3日 - 馬渕智史（滋賀県、元歌手・元競輪選手、元DOBERMAN INFINITY）
- 12月6日 - トハヅガタリ（大阪府、ラッパー）
- 12月6日 - 保田圭（千葉県、歌手・タレント、元モーニング娘。）
- 12月9日 - ゲイリー・ビッチェ（群馬県、歌手、モーモールルギャバン）
- 12月9日 - NAL（三重県、ラッパー、カルテット）
- 12月9日 - 高橋一生（東京都、俳優・歌手）
- 12月13日 - 半﨑美子（北海道、歌手）
- 12月16日 - RYOEI（沖縄県、歌手）
- 12月17日 - JONTE（大阪府、歌手・俳優、劇団EXILE）
- 12月18日 - クリスティーナ・アギレラ（ アメリカ合衆国、歌手）
- 月日不明 - 369（神奈川県、ラッパー）
- 月日不明 - RUDEBWOY FACE（神奈川県、レゲエシンガー）

## 死去
- 1月3日 - エイモス・ミルバーン（、歌手、ピアニスト、*1927年）
- 2月19日 - ボン・スコット（、ボーカル、作詞家、AC/DC、 *1946年）
- 3月29日 - マントヴァーニ（、作曲家、指揮者、*1905年）
- 5月18日 - 木田高介（新潟県、編曲家、音楽プロデューサー、元ジャックス、元ザ・ナターシャー・セブン、*1949年）
- 5月18日 - イアン・カーティス(、シンガーソングライター、ジョイ・ディヴィジョン、*1956年)
- 9月15日 - ビル・エヴァンス（、ジャズ・ピアニスト、*1929年）
- 9月25日 - ジョン・ボーナム（、ドラマー、レッド・ツェッペリン、*1948年）
- 11月7日 - 越路吹雪（東京都、歌手、女優、元宝塚歌劇団、*1924年）
- 12月8日 - ジョン・レノン（、シンガーソングライター、元ビートルズ、*1940年）